# 로스트 랜드: 공룡 왕국
《로스트 랜드: 공룡 왕국》(영어: Land of the Lost)은 미국에서 제작된 브래드 실벌링 감독의 2009년 SF 모험 코미디 영화이다. 윌 페럴, 대니 맥브라이드, 애나 프릴, 요마 터코니 등이 출연하였고, 시드 크로프트 등이 제작에 참여하였다.

## 줄거리
시간 왜곡 현상과 고생물학을 통합한 변두리 과학 이론 "양자 고생물학" 창시자인 릭 마셜 박사는 3년 전 투데이 인터뷰를 망친 뒤 라브레아 타르 웅덩이에서 하급 직원으로 변변찮은 일을 하고 있다.  
어느 날 케임브리지 박사 후보생 홀리가 찾아와 그의 라이터 자국이 나있는 2억 6,500만 년 전 화석과 강력한 타키온 에너지를 내뿜는 결정을 보여준다. 홀리에게 격려 받아 타키온 증폭기를 완성한 릭은 홀리와 함께 홀리가 화석을 발견한 장소인 "악마의 협곡 신비의 동굴 놀이공원"을 찾는다.
윌과 홀리는 놀이공원 주인 윌이 노를 젓는 고무보트를 타고 동굴을 탐험한다. 도중 고농도의 타키온이 감지되자 릭은 증폭기를 작동시키고, 이로 인해 시간 왜곡 현상이 일어나 보트는 과거 세계로 떨어진다.
이곳엔 티라노사우루스, 콤프소그나투스, 드로마에오사우루스, 알로사우루스, 프테라노돈과 같은 공룡들이 있는 반면 다양한 시대의 물건들이 발견된다. 이들은 올트루전 외계인 이닉을 만나 더 잔이라는 외계인이 지구를 정복하려고 한다는 얘기를 듣고 이닉에게 협조하기로 한다.  
그러나 사실 더 잔은 이미 오래 전에 사망하였고, 이닉의 정체는 모든 문명을 파괴하려고 시도한 죄로 징역 10,000년형을 받고 탈옥한 범죄자였다. 이닉은 이미 중앙 철탑과 타키온 결정을 확보했으며, 이를 이용해 시공간을 마음껏 망칠 작정이다. 첫 타자를 현 지구로 잡은 이닉은 선사 시대인 이곳과 현 지구 사이에 웜홀을 열고 파충류 인간인 슬리스택 똘마니들로 현 지구를 뒤덮으려고 한다.  

## 출연
- 윌 페럴 - 릭 마셜 박사 역
- 애나 프릴 - 홀리 캔트렐 역
- 대니 맥브라이드 - 윌 스탠턴 역
- 요마 터코니 - 차카, 원인 역
- 존 보일런 - 이닉 역
- 맷 라워 - 맷 라워 역
- 벤 베스트 - 어니 역
- 레너드 니모이 - 더 잔 역

## 기타 제작진
- 공동 제작: 존 스왈로, 조시 처치
- 협력 제작: 제시카 엘바움, 미셸 퍼넬리베네티스
- 배역: 에이비 코프먼
- 미술: 보 웰치
- 세트: 로리 개핀
- 의상: 마크 브리지스